# Afonso III de Portugal
Afonso III (Coimbra, 5 de maio de 1210 – Alcobaça, 16 de fevereiro de 1279), apelidado de o Bolonhês por seu casamento com Matilde II, Condessa de Bolonha, foi o Rei de Portugal de 1248 até à sua morte, e também o primeiro monarca português a utilizar definitivamente o título de Rei do Algarve. Além disso, ele foi Conde de Bolonha de 1238 até 1253 em direito de sua esposa. Era o segundo filho do rei Afonso II e sua esposa Urraca de Castela, tendo ascendido ao trono depois de depor seu irmão mais velho Sancho II.

## Vida
D. Afonso III pelo seu pai, é bisneto de Afonso Henriques e de Mafalda de Sabóia. Pela sua mãe, é bisneto de Henrique II de Inglaterra e de Leonor de Aquitânia. 
Como segundo filho, D. Afonso não deveria herdar o trono destinado a Sancho e por isso viveu em França, onde se casou com Matilde II, Condessa de Bolonha em 1235, tornando-se assim conde jure uxoris de Bolonha, onde servia como um dirigente militar, combatendo em nome do Rei Luís IX de França, seu primo, pois as mães eram irmãs.
Foi o quinto rei de Portugal, sucedendo ao irmão, em 1248, depois de uma guerra civil que opôs os dois irmãos. Foi um reinado de reorganização administrativa. A sua política foi continuada pelo filho, o rei Dinis.
Neste reinado foi conquistado definitivamente o Algarve em 1249 e realizadas cortes com representantes dos concelhos pela primeira vez, em 1254.
Enquanto foi rei teve conflitos com o clero e refreou os abusos da nobreza.
Casou por duas vezes, não tendo filhos do primeiro, casou com a filha do rei de Castela de quem teve vários filhos. O primeiro varão, D. Dinis, foi rei de Portugal, com 17 anos.

### Subida ao trono
Em 1245, os conflitos entre Sancho II e a Igreja tornaram-se insustentáveis e o Papa Inocêncio IV, a 20 de março, despacha a Bula Inter alia desiderabilia que prepara a deposição de facto do monarca.
O papado, através de duas Breves, ainda aconselha Afonso, Conde de Bolonha, a partir para a Terra Santa em Cruzada e também que passe a estar na Hispânia, fazendo aí guerra ao Islão, mas a 24 de julho, a Bula Grandi non immerito depõe oficialmente D. Sancho II do governo do reino, e D. Afonso torna-se regente.
Os fidalgos levantam-se contra D. Sancho e D. Afonso cede a todas as pretensões do clero no "Juramento de Paris", uma assembleia de prelados e nobres portugueses, jurando que guardaria todos os privilégios, foros e costumes dos municípios, cavaleiros, peões, religiosos e clérigos seculares do reino. Abdicou imediatamente das suas terras francesas e marchou sobre Portugal, chegando a Lisboa nos últimos dias do ano, onde se fez coroar rei em janeiro de 1248 após o exílio e morte de D. Sancho II em Toledo.
Até à morte de D. Sancho e a sua consequente coroação, D. Afonso apenas usou os títulos de Visitador, Curador e Defensor do Reino.
É desta época que a bandeira passa a usar faixa com os castelos, para se distinguir da bandeira real. A bandeira de D. Afonso passou a ser a nova bandeira real. A nova bandeira mostrava o apoio que a tia materna, Branca de Castela, rainha de França deu ao sobrinho.
Esta guerra durou de 1245 a 1247 e acabou com o clima de anarquia que existia no reinado anterior.

## Reinado

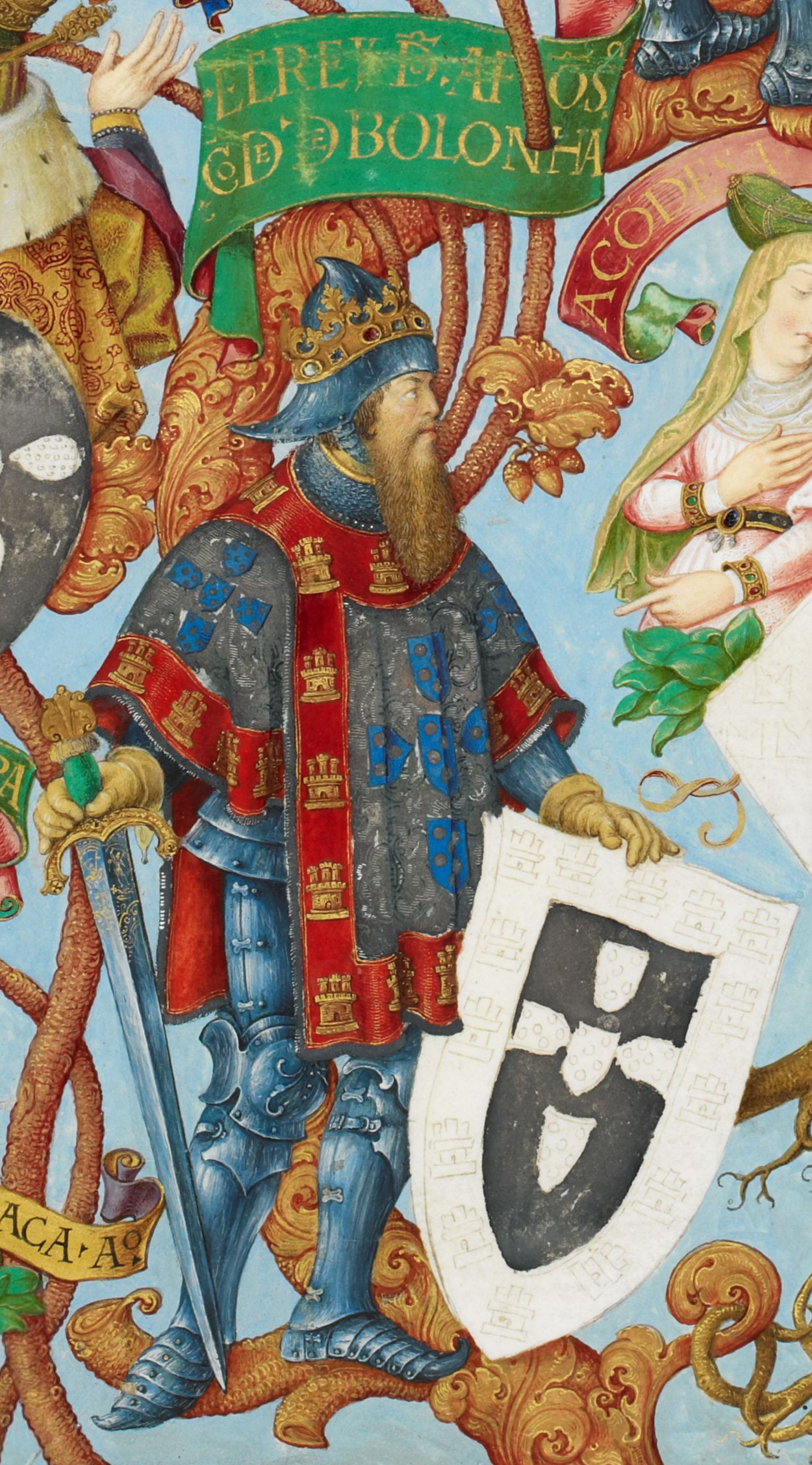
D. Afonso III, Rei de Portugal

Para aceder ao trono, D. Afonso abdicou de Bolonha e repudiou Matilde para casar com Beatriz de Castela. Decidido a não cometer os mesmos erros do irmão, o novo rei prestou especial atenção à classe média de mercadores e pequenos proprietários, ouvindo suas queixas. Por este procedimento, D. Afonso III ficou conhecido também como o pai do "Estado Português", distribuindo alcaides pelos castelos e juízes pelas diferentes vilas e terras. O objectivo era a implantação de um poder legal com o qual todos os habitantes do Reino português mantivessem uma relação de igualdade.
O avanço para sul à custa dos mouros terminou em 1249 com a conquista definitiva do Algarve.
Em 1254, na cidade de Leiria convocou a primeira reunião das Cortes, a assembleia geral do reino, com representantes de todos os espectros da sociedade. D. Afonso preparou legislação que restringia a possibilidade das classes altas cometerem abusos sobre a população menos favorecida e concedeu inúmeros privilégios à Igreja. Recordado como excelente administrador, D. Afonso III organizou a administração pública, fundou várias vilas e concedeu o privilégio de cidade através do édito de várias cartas de foral.
Em 1255, transferiu a capital do Reino de Portugal de Coimbra para Lisboa. Coimbra tinha sido a capital desde D. Afonso Henriques. O rei gostou da cidade e adquiriu casas, melhorando as condições de residência.
Foram por sua ordem feitas as Inquirições Gerais, iniciadas em 1258, como forma do rei controlar, não só o grande poder da Nobreza, mas também para saber se lhe estavam a ser usurpados bens que, por direito, pertenciam à Coroa.
Foi com este rei que Portugal atinge a sua plena independência. A partir de 1270, o rei negociou com Afonso X de Castela a abolição perpétua de ajuda militar que Portugal ainda devia ao reino de Leão, estando este agora unido ao reino de Castela, desde 1230.
O reinado foi uma época de progresso social e aumento das áreas cultivadas. Aumenta a influência dos juristas, defensores do direito romano.

## Reconquista

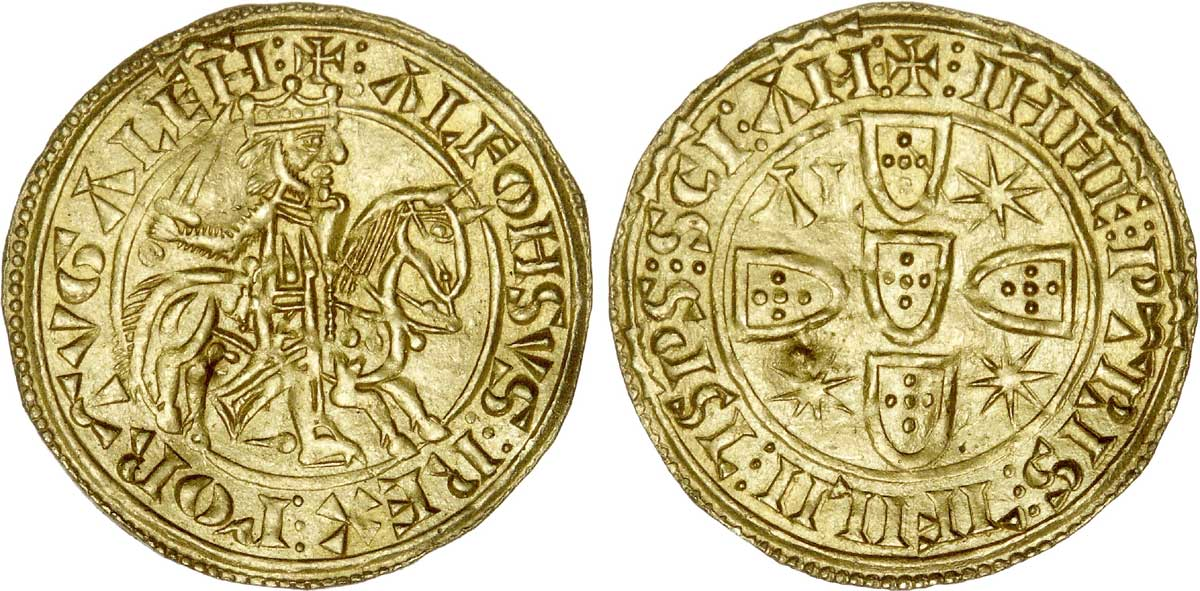
Morabitinos cunhados por Afonso II de Portugal, pai de Afonso III

Com o trono seguro e a situação interna pacificada, D. Afonso voltou sua atenção para os propósitos da Reconquista do Sul da Península Ibérica às comunidades muçulmanas. Durante o seu reinado, Faro foi tomada com sucesso em 1249 e o Algarve incorporado no reino de Portugal. Passa a usar o título de Rei de Portugal e do Algarve.
Apesar desta conquista, a guerra contra os mouros continuou no mar.
Após esta campanha de sucesso, D. Afonso teve de enfrentar um conflito diplomático com Castela, que considerava que o Algarve lhe pertencia. Seguiu-se um período de guerra entre os dois países, até que, em 1267, foi assinado um tratado em Badajoz que determina a fronteira no Guadiana desde a confluência do rio Caia até à foz, a fronteira luso-castelhana.

## Segundas núpcias

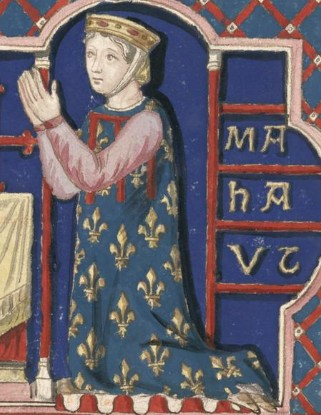
Matilde II, Condessa de Bolonha.

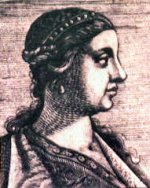
A rainha Beatriz, esposa de D. Afonso III.

Em 1253, o rei desposou D. Beatriz, popularmente conhecida por D. Brites, filha de D. Afonso X de Castela, O Sábio. Desde logo isto constituiu polémica pois D. Afonso era já casado com Matilde II de Bolonha. A nova rainha era neta de Fernando III de Castela. Este rei era primo coirmão de D. Afonso, através da mãe, D. Urraca.
O Papa Alexandre IV respondeu a uma queixa de D. Matilde, ordenando ao rei D. Afonso que abandone D. Beatriz em respeito ao seu matrimónio com D. Matilde. O rei não obedeceu, mas procurou ganhar tempo neste assunto delicado, e o problema ficou resolvido com a morte de D. Matilde em 1258. O infante, D. Dinis, nascido durante a situação irregular dos pais, foi então legitimado em 1263.
O casamento funcionou como uma aliança que pôs termo à luta entre Portugal e Castela pelo Reino do Algarve. Também resultou em mais riqueza para Portugal quando D. Beatriz, já após a morte do rei, recebe do seu pai, Afonso X, uma bela região a Este do Rio Guadiana, onde se incluíam as vilas de Moura, Serpa, Noudar, Mourão e Niebla. Tamanha dádiva deveu-se ao apoio que D. Beatriz lhe prestou durante o seu exílio na cidade de Sevilha.

## Excomunhão do rei e do reino

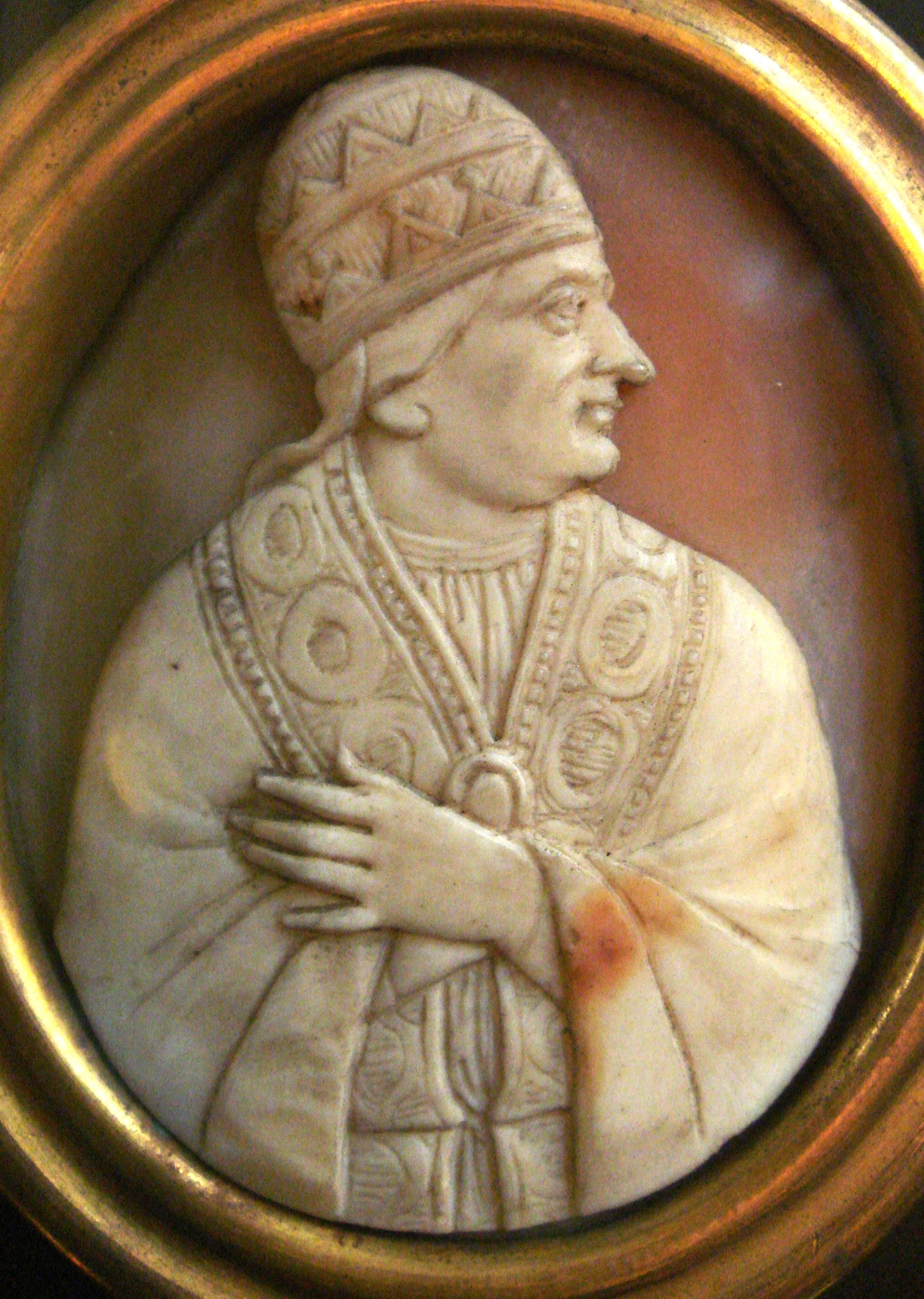
O Papa Gregório X.

No final da sua vida, viu-se envolvido em conflitos com a Igreja, tendo sido excomungado em 1268 pelo arcebispo de Braga e pelos bispos de Coimbra e Porto, para além do próprio Papa Clemente IV, à semelhança dos reis que o precederam. O clero havia aprovado um libelo contendo quarenta e três queixas contra o monarca, entre as quais se achavam o impedimento aos bispos de cobrarem os dízimos, utilização dos fundos destinados à construção dos templos, obrigação dos clérigos a trabalhar nas obras das muralhas das vilas, prisão e execução de clérigos sem autorização dos bispos, ameaças de morte ao arcebispo e aos bispos e ainda, a nomeação de judeus para cargos de grande importância. A agravar ainda mais as coisas, este rei favoreceu monetariamente ordens religiosas mendicantes, como franciscanos e dominicanos, sendo acusado pelo clero de apoiar espiritualidades estrangeiradas. O grande conflito com o clero também se deve ao facto do rei ter legislado no sentido de equilibrar o poder municipal em prejuízo do poder do clero e da nobreza.
O rei, que era muito querido pelos portugueses por decisões como a da abolição da anúduva (imposto do trabalho braçal gratuito, que obrigava as gentes a trabalhar na construção e reparação de castelos e palácios, muros, fossos e outras obras militares), recebeu apoio das cortes de Santarém em Janeiro de 1274, onde foi nomeada uma comissão para fazer um inquérito às acusações que os bispos faziam ao rei. A comissão, composta maioritariamente por adeptos do rei, absolveu-o. O Papa Gregório X, porém, não aceitou a resolução tomada nas cortes de Santarém e mandou que se excomungasse o rei e fosse lançado interdito sobre o reino em 1277.
À sua morte, em 1279, D. Afonso III jurou obediência à Igreja e a restituição de tudo o que lhe tinha tirado. Face a esta atitude do rei, o abade de Alcobaça levantou-lhe a excomunhão e o rei foi sepultado no Mosteiro de Alcobaça.

## Títulos, estilos, e honrarias

### Títulos e estilos
- 5 de Maio de 1210 – Maio de 1239: "O Infante D. Afonso de Portugal"
- Maio de 1239 – 24 de Julho de 1245: "O Infante D. Afonso de Portugal, Conde de Bolonha"
- 24 de Julho de 1245 – 4 de Janeiro de 1248: "D. Afonso de Portugal, Visitador, Curador e Defensor do Reino"
- 4 de Janeiro de 1248 – 16 de Fevereiro de 1279: "Sua Mercê, o Rei"

O estilo oficial de D. Afonso III enquanto Rei de Portugal: "Pela Graça de Deus, D. Afonso III, Rei de Portugal e Conde de Bolonha". Em 1253, por suspeitar da sua esterilidade, D. Afonso repudia a esposa, D. Matilde, e abandona o título de Conde de Bolonha, passando a usar apenas o título de "Rei de Portugal". Após a conquista definitiva do Algarve e a disputa quanto ao domínio algarvio com Castela, o Tratado de Badajoz reconhece a D. Afonso III o senhorio do Algarve, evoluindo a sua titulatura régia para: "Pela Graça de Deus, D. Afonso III, Rei de Portugal e do Algarve".

## Genealogia

### Descendência
Primeira esposa, Matilde II de Bolonha, sem descendência.
Segunda mulher, infanta Beatriz de Castela (1242–1303)ː
- D. Branca de Portugal (1259[14][15]–1321), senhora do Mosteiro de Las Huelgas em Burgos;
- D. Dinis I de Portugal (1261–1325),[16][17] sucessor do pai no trono, casou-se com a rainha Santa Isabel de Aragão;
- D. Afonso de Portugal[17] (8 de fevereiro de 1263–2 de novembro de 1312), senhor de Portalegre,[18] casou-se com a infanta Violante Manuel, senhora de Elche e Medellín, filha do infante Manuel de Castela e de Constança de Aragão;
- D. Sancha de Portugal (2 de fevereiro de 1264–Sevilha, c. 1284);[19][17]
- D. Maria de Portugal (1265–c. 1266), que faleceu antes de completar um ano;[17]
- D. Vicente de Portugal (22 de janeiro de 1268–1268),[16] faleceu no mesmo ano de seu nascimento, segundo a inscrição no seu túmulo no Mosteiro de Alcobaça;[17]
- D. Fernando de Portugal, segundo Figanière, morreu em 1262 e foi sepultado no Mosteiro de Alcobaça,[20] embora, "a única vez que é referido na documentação reporta-se ao ano 1269, pelo que terá nascido e morrido no mesmo ano".[21]

Em algumas crónicas antigas, menciona-se outra filha, Constança, no entanto, não há provas da sua existência segundo Figanière. Esta suposta filha, segundo outros historiadores, morreu muito nova em Sevilha e foi sepultada no Mosteiro de Alcobaça. No entanto, "esta referência deve (…) aplicar-se à infanta D. Sancha (que deve), embora com diferentes nomes, ter sido uma única infanta".
Filhos naturais
Havidos de Madragana Ben Aloandro, depois chamada Mor Afonso, filha do último alcaide do período mouro de Faro, o moçárabe Aloandro Ben Bakr:
- D. Martim Afonso Chichorro;[23][24] (1250–1313);
- D. Urraca Afonso de Portugal (c. 1260–depois de 1290) casada por duas vezes, a primeira em 1265 com Pedro Anes de Riba de Vizela e a segunda em 1275 com João Mendes de Briteiros,[25][26] filho de Mem Rodrigues de Briteiros.

Havido de Maria Peres de Enxara:
- D. Afonso Dinis[27][24] (1260–1310).

Havida em Elvira Esteves:
- D. Leonor Afonso (m. 1259), freira no mosteiro de Santa Clara em Santarém.[28]

De outras senhoras:
- D. Fernando Afonso,[24] cavaleiro hospitalário;
- D. Gil Afonso[29] (1250–1346), cavaleiro hospitalário;[24]
- D. Rodrigo Afonso[30][31] (1258 – 10 de Setembro de 1302), prior de Santa Maria da Alcáçova de Santarém[32];
- D. Leonor Afonso (n. 1250), senhora de Pedrógão e Neiva, casada por duas vezes, a primeira com D. Estevão Anes de Sousa, senhor de Pedrógão e a segunda em Santarém em 1273 com D. Gonçalo Garcia de Sousa,[31] filho de Garcia Mendes II de Sousa;
- D. Urraca Afonso (m. 4 de novembro de 1281), viveu no mosteiro de Lorvão.[28]